# Kuzinellus wentzeli
Kuzinellus wentzeli är en spindeldjursart som först beskrevs av Edward A. Ueckermann och Loots 1988.  Kuzinellus wentzeli ingår i släktet Kuzinellus och familjen Phytoseiidae. Inga underarter finns listade i Catalogue of Life.